# 长吻红舌鳎
长吻红舌鳎（学名：Cynoglossus lighti）为舌鳎科舌鳎属的鱼类，俗名莱氏舌鳎、莱氏三线鳎。分布于北达朝鲜及日本有明湾以及珠江口附近到东海及黄渤海、在黄渤海较习见等，属于暖温带及亚热带浅海底层鱼。该物种的模式产地在温州、厦门。